# Эджегайеху Дибаба
Эджегайеху Дибаба Кенени — эфиопская легкоатлетка, которая специализировалась в беге на длинные дистанции. На олимпийских играх 2004 года выиграла серебряную медаль в беге на 10 000 метров, показав результат 30.24,98. Завоевала бронзовые медали на чемпионате мира 2005 года на дистанциях 5000 и 10 000 метров. Выступала на Олимпиаде 2008 года в беге на 10 000 метров, где заняла 14-е место. В 2011 году заняла 2-е место на Чикагском марафоне — 2:22.09 — это был её дебютный марафон.

## Достижения
Золотая лига
- 2003:  Golden Gala – 14.41,67
- 2004:  Golden Gala – 14.37,99
- 2005:  Memorial Van Damme – 14.37,34
- 2006:  Bislett Games – 14.33,52
- 2008:  Bislett Games – 14.36,78

## Семья
Её родная сестра Тирунеш Дибаба, а двоюродная сестра — Дерарту Тулу.